# The Gospellers (álbum)
The Gospellers, o 1º álbum oficial da banda japonesa homônima, foi lançado em 21 de Outubro de 1995. Seu antecessor é um mini-álbum (ou simplesmente EP), o que torna este o 1º CD oficial.

## Faixas
| N° | Tempo | Título                  | Título (*)     |
| -- | ----- | ----------------------- | -------------- |
| 01 | 1:31  | Intro '95               | (イントロ ’95) |
| 02 | 3:49  | Something in my soul    | N/A            |
| 03 | 4:31  | U'll Be Mine            | N/A            |
| 04 | 4:47  | Higher                  | N/A            |
| 05 | 6:29  | Promise (album version) | N/A            |
| 06 | 3:12  | Betcha By Golly, Wow    | N/A            |
| 07 | 3:50  | Winter Cheers!          | N/A            |
| 08 | 4:39  | Tonight                 | N/A            |
| 09 | 4:11  | Inori no Machi          | (祈りの街)     |
| 10 | 0:41  | Inter '95               | (インター ’95) |
| 11 | 3:41  | Voices                  | N/A            |
| 12 | 2:04  | Shin-kokyu              | (深呼吸)       |

* Os títulos em nihongo só estão presentes caso façam parte do encarte e/ou release oficial do álbum.